# Lasthénie Thuillier-Landry
Pour les articles homonymes, voir Landry et Thuillier.
Lasthénie Thuillier-Landry, née le 17 avril 1879 à Ajaccio et décédée le 30 juillet 1962 à Calvi, est une médecin française.

## Biographie

### Famille
Lasthénie Landry est née dans une famille d’intellectuels radicaux socialistes apparentée aux Meuron et aux Bonaparte. Sa mère Augustine Meuron (1844-1926) et son père Timothée Landry (1841-1912), juriste devenu ensuite président de chambre à la Cour d'appel de Paris, quittent la Corse pour Nîmes en 1883 avant de rejoindre la capitale en 1896. Elle a 5 frères et sœurs : Josèphe, dite Seppa, (1869-1871), morte de tuberculose ; Eugène Landry (1872-1913), agrégé de français et d'italien, docteur ès lettres, maître de conférences à l'Institut national de Florence ; Adolphe Landry (1874-1956), normalien, fondateur de la démographie française, député de Corse, plusieurs fois ministre ; sa sœur Marguerite Pichon-Landry est une féministe qui fut la présidente du Conseil national des femmes françaises ; Marie Long-Landry médecin, première femme chef de clinique en France.

### Formation
À la disparition de son mari, Lasthénie Thuillier-Landry passe son baccalauréat puis s'inscrit à la faculté de médecine. Elle se forme dans le service de psychiatrie de Gaston Deny à l’hôpital de la Salpêtrière et passe sa thèse sur le sujet suivant : Étude sur les délires à évolution démentielle précoce.
Le 1er avril 1916, elle passe ensuite à la clinique des maladies mentales et de l'encéphale de l’hôpital Sainte-Anne et y devient la première femme cheffe de clinique. Elle n'exerce pas, se concentrant sur les questions sociales.

### Engagement
Au début du XXe siècle, les femmes médecins créent des associations de solidarité professionnelles pour mieux se défendre. Ainsi est fondée en 1923 l'Association Française des Femmes Médecins par Lasthénie Thuillier-Landry. De 1929 à 1934, elle préside la Medical Women's International Association qui regroupe des associations à but semblable aux Etats-Unis, en France, et en Grande-Bretagne. Sous son égide, seize autres pays rejoignent cette association.
Elle préside la section d’hygiène du Conseil national des femmes françaises dont sa sœur Marie Long-Landry est responsable.
Pendant 20 ans, elle est vice-présidente de l'association française des femmes diplômées des universités.
En mai 1936, elle est lauréate du prix Jean-Jacques-Berger de l’Académie des sciences morales et politiques pour son rôle de présidente d'une association de bienfaisance pour les plus démunis.
À la sortie de la Seconde Guerre mondiale, elle dirige le volant social de la commission du ministère des Prisonniers, des Déportés et des Réfugiés.
Lasthénie Thuillier-Landry est par ailleurs féministe.
Elle meurt en apprenant la disparition de sa fille dans un incendie de forêt en Corse,.

## Vie privée
Lasthénie Landry et Léon Alfred Thuillier, ingénieur des arts et manufactures, se marient le 12 novembre 1899, à la mairie du 10e arrondissement, le député Henri Brisson est témoin du mariage ainsi que Dominique Forcioli. Elle donne naissance à leur fille, Ella, le 31 octobre 1900. Son mari meurt de six mois plus tard d'une fièvre typhoïde. Ella Sauvegeot cofonde La Vie,.
Elle habite au 68, rue d'Assas.